# 武田文吾
武田 文吾（たけだ ぶんご、1907年2月19日（1907年12月28日説もあり） - 1986年12月3日）は、元騎手（京都競馬倶楽部、阪神競馬倶楽部、日本競馬会、国営競馬）、元調教師（阪神競馬倶楽部、日本競馬会、国営競馬、日本中央競馬会〈JRA〉）。北海道石狩国札幌郡江別村（現・江別市）出身。1978年11月3日、勲五等双光旭日章を授章。1986年、正六位叙位。息子の武田博は日本中央競馬会の元騎手・元調教師。名馬シンザンの鞍上としてクラシック三冠を制した元騎手・元調教師の栗田勝は娘婿。
尾形藤吉とともに「東の尾形、西の武田」と並び称された名調教師。タケブン、ブンテキなどの愛称で親しまれた。五冠馬シンザン・二冠馬コダマ・牝馬二冠馬ミスオンワードなどの名競走馬、また栗田勝・福永洋一などの名騎手を育て、人馬両面において中央競馬、とくに関西地区の競馬の発展に大きな足跡を残した。2004年、日本中央競馬会の調教師顕彰者に選出され、殿堂入りした。

## 経歴
父親が北海道開拓団に参加したため、北海道で生まれ育ち、10人きょうだいの長男であった。父親が放蕩三昧の生活を送るようになったため、伯父（父の兄）のもとで育てられる。学業成績は優秀で小学校卒業後は上級学校への進学を希望するが、武田を労働力とみなしていた伯父の反対にあってかなわず、やがて父に連れられ江別へ移住。床屋の見習いを経て、1920年に父方の従兄弟で札幌の騎手兼調教師であった鈴木甚吉に弟子入りし、調教の手伝いなどをするようになる。
まもなく騎手となり、岩見沢・苫小牧・倶知安などでレースに騎乗するようになるが、当時の暮らし向きは楽ではなく、将来を悲観して自殺を考えたこともあったという。やがて担当馬ハツカゼを連れ北海道に遠征中であった愛知県の厩務員・川角縫吉と出会い、その勧めで東海地方へ移動。愛知・静岡県・山梨県などの地方競馬場を転戦し、1928年に名古屋の馬主・卜部長作に見出され、京都の鬼頭伊助厩舎に移籍。1930年頃には当時の有力馬主であった西橋外男専属の騎手兼調教師となり鳴尾へ移籍したが、1939年に日本競馬会が「調騎分離」（調教師と騎手の兼業禁止）の制度を実施して以降は、形式的には高橋政次郎厩舎、後に伊藤勝吉厩舎に所属する騎手となった。
戦後の競馬復活時には騎手として騎乗を続けたが、かねてから目を掛けていた佐藤勇が抑留先のシベリアから復員したのを契機に、1949年秋に騎手を引退し、1950年に調教師となった。
その年の秋には菊花賞をハイレコードで制し八大競走に初勝利。その後もレダ、ミスオンワード、コダマ、シンザンなどの名馬を管理し、1965年には八大競走をすべて制覇する偉業を成し遂げた（この記録を達成した調教師は尾形藤吉と武田のみである）。
1986年12月3日、大腸腫瘍のため死去。79歳没。

## 騎手成績
1684戦381勝、重賞80勝

### おもな勝ち鞍
- 帝室御賞典（1934年春エツフオード、1937年春ゼネラル、1935年春ナンコウ）

## 調教師成績
8897戦1277勝、重賞81勝。（日本中央競馬会発足以降）

### 受賞
- 年間最多勝利調教師（1967年、1972年）
- 優秀調教師賞など受賞回数19回

#### 記録
- 年間最高勝率調教師：2回（1972年、1976年） ※1956年以降、JRAでは1987年より表彰
- 年間最多賞金獲得調教師：2回（1967年、1972年） ※1956年以降、JRAでは1987年より表彰
- クラシック競走完全制覇：3人目[3]
- 八大競走完全制覇：2人目[4]

#### GⅠレース別最多勝利記録
- 大阪杯 - 4勝（第5回・第16回・第18回・第25回）
- 宝塚記念 - 4勝（第3回・第6回・第8回・第13回）
- 阪神3歳ステークス - 3勝（第8回・第11回・第15回）[5]

## 代表管理馬
太字は八大競争
- ハイレコード（1950年菊花賞）
- レダ（1953年天皇賞（春）、京都記念（秋）、中京開設記念）
- ミスオンワード（1956年阪神3歳ステークス、1957年桜花賞、優駿牝馬、神戸杯、1958年目黒記念（秋））
- コダマ（1959年阪神3歳ステークス、1960年皐月賞、東京優駿、スプリングステークス、1961年大阪杯、スワンステークス、1962年宝塚記念）
- プリマドンナ（1963年阪神3歳ステークス）
- シンザン（1964年皐月賞、東京優駿、菊花賞（中央競馬クラシック三冠）、スプリングステークス、1965年天皇賞（秋）、有馬記念、宝塚記念、目黒記念（秋））
- タイヨウ（1967年宝塚記念）
- ショウフウミドリ（1972年宝塚記念）

## 人柄
- 武田は筋の通らないことが嫌いで、かつ一徹であった。その性格を物語る有名なエピソードがヒサヨシ事件である。なお、ヒサヨシ事件がきっかけとなって武田は大阪帝国大学医学部に勤務する今泉礼治と親交を深め、1979年に毎日杯で弟子の福永洋一が落馬し瀕死の重傷を負った際には、大阪大学医学部長となっていた今泉の協力により福永は一命をとりとめたと言われている。
- また、俳人としても知られ、「牧人」の俳号で多くの句を残している。

## 発言集
武田は「一言どころか三言多い」といわれるほど多弁で、また弁が立ったため数々の名言・格言を残した。
- 「体は馬の背、頭はスタンド」（騎手はレースの際、スタンドから観戦しているようなつもりでレースの流れを分析しつつ騎乗しなければならないという騎乗論）
- 「コダマは剃刀の切れ味、シンザンは鉈の切れ味」（自らが手がけた名競走馬2頭の切れ味の違いについて解説した言葉）
- 「シンザンがそう言ったから」（シンザン引退の理由を尋ねられて）
- 「シンザンの名を惜しむ」（名馬は体力、気力の衰えを露呈する前に引退させるべきだという持論を表した言葉）
- 「ゴールは100m先にあると思え」（騎乗論。レースにおける早すぎるスパートを戒める言葉）
- 「名誉が欲しければ馬は使うな、ゼニが欲しければオラ知らんよ」（人間の欲で馬を過剰に走らせるべきではないというのが持論だった）
- 「最近の騎手は馬を走らせるのが仕事だから走らせることを覚えたほうがいいと思っている。しかし馬に乗るには並脚の時間を多くして、心と心で通い合うようになっていることが一番必要」（騎手論）

その他
- 「大地をゆるがす戦車がやってきた」（生涯最高という好調で西下してきたタケシバオーの調教の様子を見た時の発言）
- 「騎手の世界では野平祐二が、牧場の世界では吉田善哉が、競馬にオシャレの風を取り込んでくれた」（野平と吉田を賞賛しての発言）
- 「空を飛ぶような末足だった」（グリーングラスが菊花賞を制したことをフロック視する声を否定する発言）

## 句集
- 「勝ち戻る 馬も騎手よ 五月富士」
シンザン日本ダービー快勝の際に詠んだ[6]。
- 「天に嘶け 汝も菊に いざ汲まん」
シンザンの三冠達成後に取り囲んだ記者団の求めに応じ、即興で詠んだ[7]。
- 「三冠の 手綱の重み 菊に曳く」[8]
「この菊に 久しく夢を 託したる」
武田は即興で詠んだ句が気に入らず、『競馬週報』の1964年11月24日号で新たに発表した[7]。
- 「勝ち戻る 手綱に五冠の 年惜しむ」
シンザンの五冠達成の際に詠んだ[9]。
- 「勝ち綱を 引く手に 春の息吹かな」
1971年にはフイドールでシンザン記念を制覇。新馬、200万下、シンザン記念と3連勝でマスコミからは「シンザンの再来か」との声もかかり、2着にも同じシンザン産駒のシングンが入って話題を呼んだ。この時に武田は「現時点でシンザンと比べるのはかわいそうだ」と言いながらも句で喜びを表現した[10]。
- 「帰牧して 二冠の壺に 菊植えん」
タニノムーティエの引退を惜しんで詠んだ[11]。
- 「雪の日に 旅立つことも なかろうに」
「どの辺で 飲んでいるやら 雪見酒」
1980年1月、早世した栗田を偲んで詠んだ二句[12]。
- 「百歳と 思えば軽ろし 旅わらじ 迎えの籠で 極楽に行く」
栗田の急逝の数年前、武田が入院先で詠んだ「辞世の句」[13]。

## 一門

### 門下生
- 柴田不二男
- 古野重孝
- 栗田勝
- 松本善登
- 渡辺栄
- 山本正司
- 鶴留明雄
- 安田伊佐夫
- 菅谷禎高
- 武田博
- 福永洋一
- 池田雄彦
- 菅谷正巳

### 主な一門の系譜
途中から所属した者も含む。
武田文吾
｜柴田不二男
｜｜柴田政見
｜｜内田国夫
｜栗田勝
｜｜桜井誠二
｜｜栗田伸一
｜渡辺栄
｜｜角田晃一
｜山本正司
｜｜松永幹夫
｜鶴留明雄
｜｜大森勇一
｜｜池添兼雄
｜｜｜松山弘平
｜｜池添謙一
｜｜山田和弘
｜安田伊佐夫
｜｜安田康彦
｜武田博
｜福永洋一
｜菅谷正巳